# Portugal Först
Portugal à Frente (Portugal Först) – PAF – är en valkoalition mellan det socialliberala PSD och det socialkonservativa CDS inför parlamentsvalet i Portugal 2015.

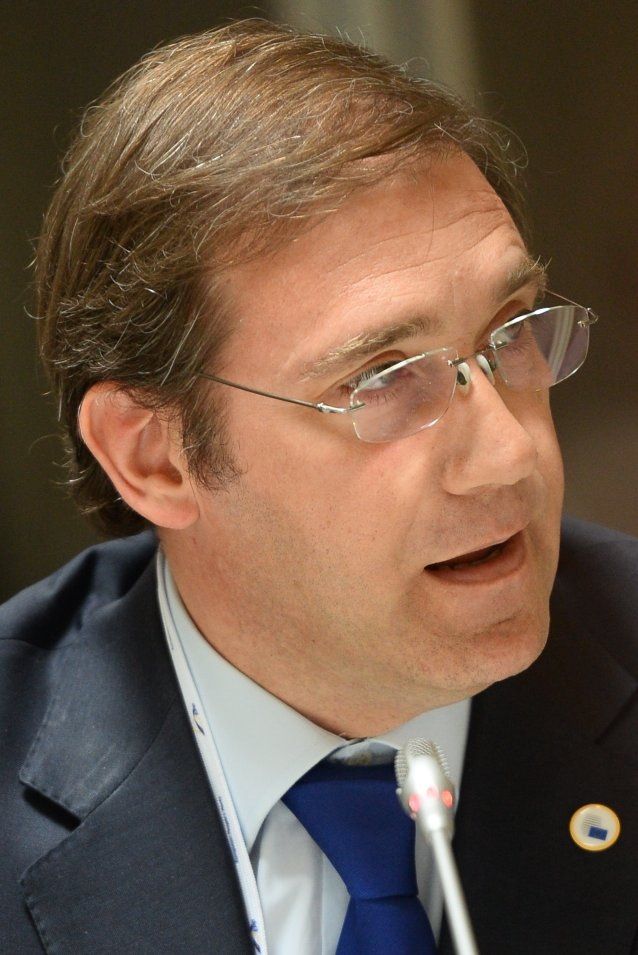
Pedro Passos Coelho (PSD)
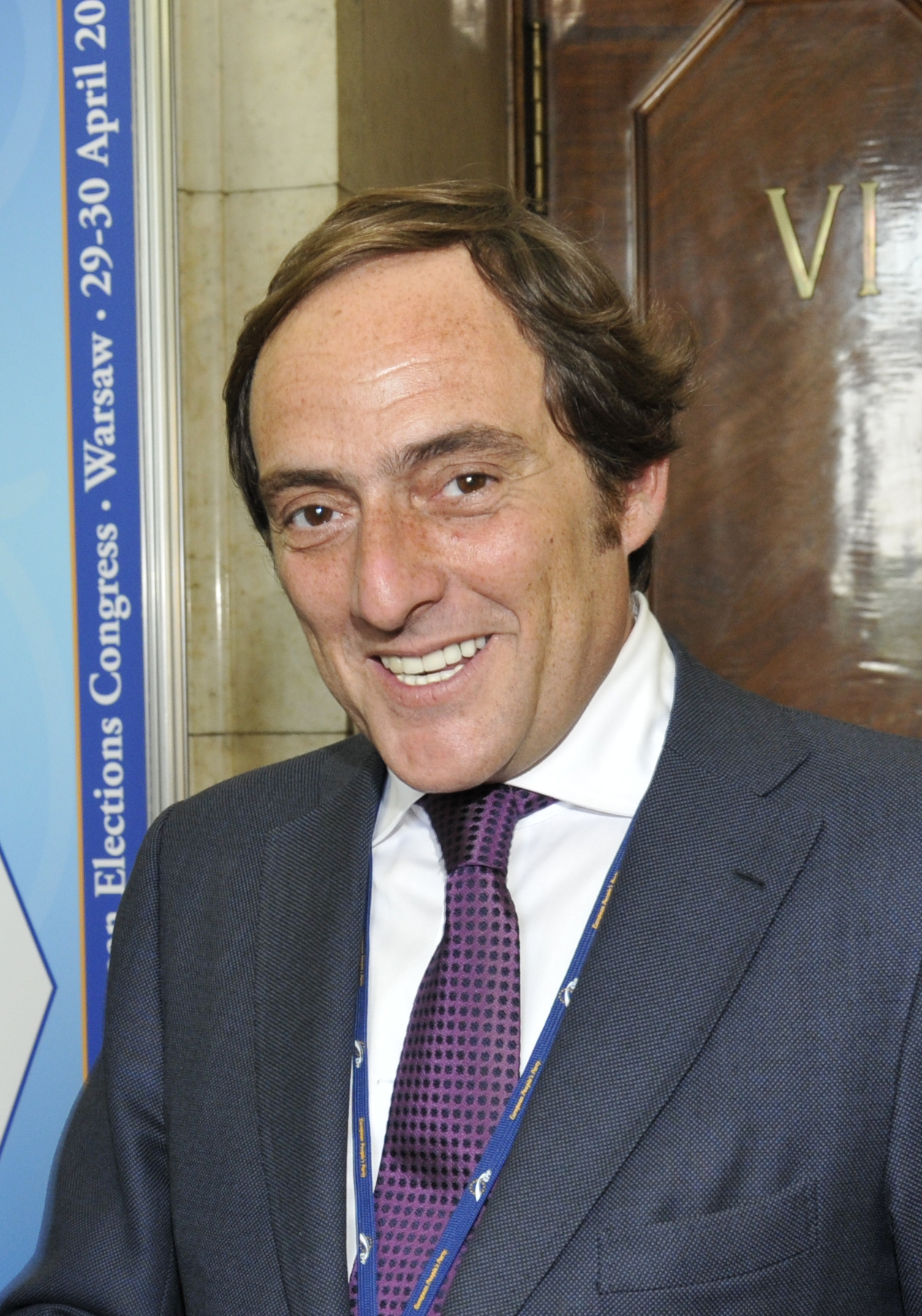
Paulo Portas (CDS)